# White Hall (Princess Anne, Maryland)

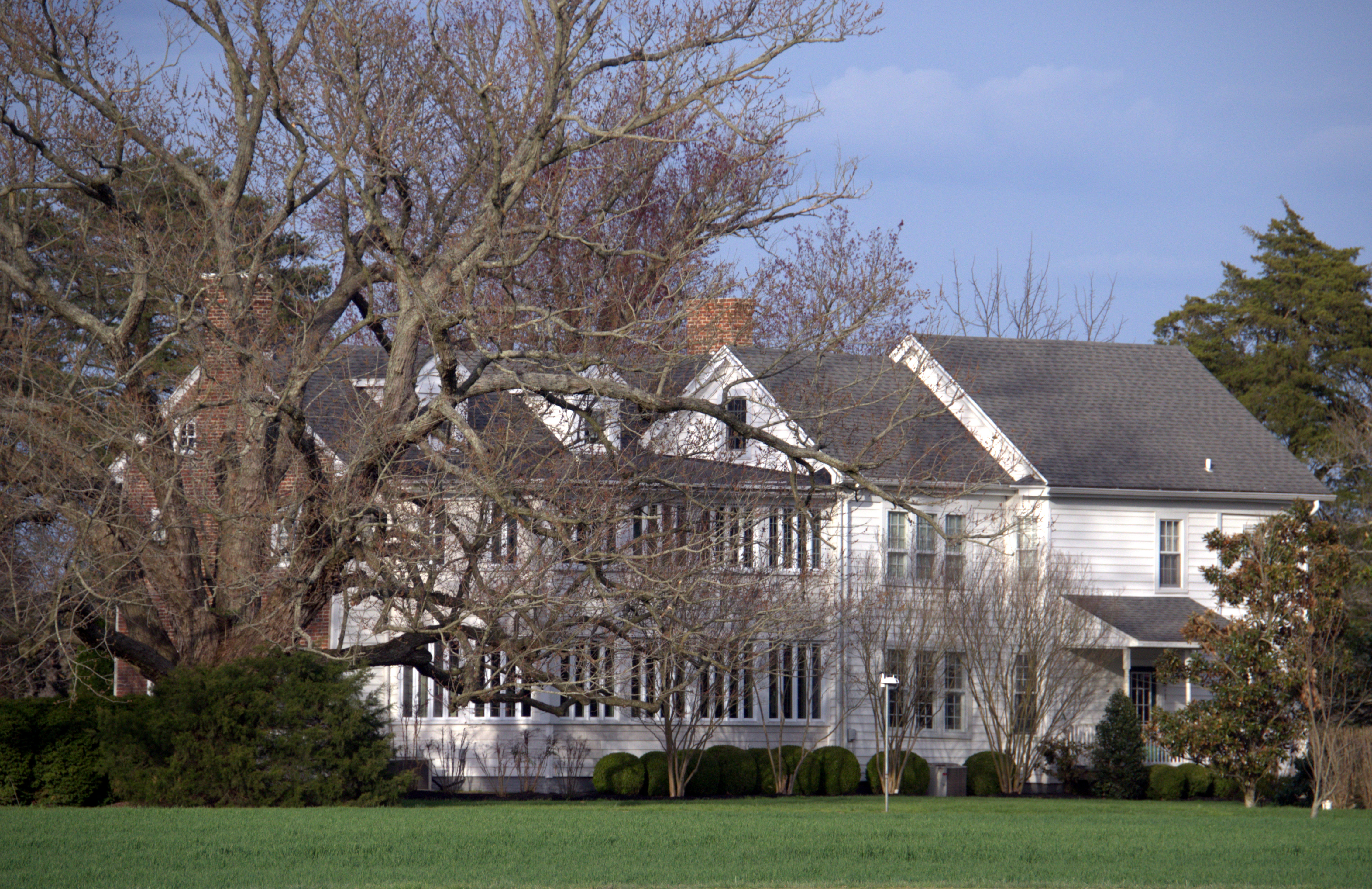
White Hall (Princess Anne, Maryland), 2018

Das White Hall (auch bezeichnet als Bailey's Good Luck) ist ein historisches Haus in Princess Anne und steht im Somerset County im US-Bundesstaat Maryland. Das Fundament besteht aus Backstein, die Fassade ist ebenfalls mit Backstein gefertigt, wobei sich angebrachte Wetterschenkel finden lassen. Das Dach ist mit Asphalt ausgelegt.
Die Bedeutsamkeit des zweistöckigen Hauses wurde zwischen 1750 und 1799 (1792) notiert. Es ist öffentlich zugänglich und steht an der Cooley Road.
Es wurde am 7. Juni 1984 vom National Register of Historic Places mit der Nummer 84003868 in die Register aufgenommen.